# MiG-21
Mikojan-Gurjevič MiG-21 (Ruski: Микоян и Гуревич МиГ-21; NATO naziv: "Fishbed") je laki višenamjenski nadzvučni zrakoplov s jednim mlaznim motorom. Proizvedeo ga Mikojan u bivšem SSSR-u. Nakon 50 godina od njegovog prvog leta, 49 zemalja koristilo je, a neke i danas koriste MiG-21. Brzina mu prelazi dva Maha što ga čini bržim od mnogih kasnije izrađenih zrakoplova. Izrađeno ih je više od 11.950.

## Razvoj

### Pozadina
Nakon završetka Korejskoga rata, koji je u svijet ratovanja uveo mlazne borbene zrakoplove, i SAD i SSSR pokušali su prikupiti nova znanja iz nedavnog sukoba. Ono što su piloti na obje strane tražili jest laki, okretni zrakoplov visokih performansi. Američki odgovor na taj zahtjev bio je F-104 Starfighter.
U razdoblju nakon Drugoga svjetskog rata, glavni dizajner sovjetskih lovačkih zrakoplova bio je OKB pod vodstvom Artema Ivanoviča Mikojana. MiG-15 je bio dostojni protivnik američkom F-86 Sabreu, te je doveo do razvoja poboljšane inačice u obliku MiGa-17. Sredinom 1950-ih, manje-više isti dizajn pojavio se u obliku dvomotornog MiG-19, prvog sovjetskog nadzuvčnog zrakoplova koji je u ušao u operativnu uporabu.

Još dok je MiG-19 ulazio u službu, OKB Mikojan je radio na njegovom nasljedniku koji je trebao utjeloviti naučeno iz Korejskog rata. Državni zahtjev za razvoj brzog, lakog lovca je objavljen pred kraj 1953. te je "ugrubo" tražio zrakoplov maksimalne brzine Mach 2, naoružan topovima i opremljen radarskim ciljnikom, te kasnije s mogućnošću nošenja raketa zrak-zrak.
Unatoč činjenici da su i drugi OKB-ovi radili na zahtjevu, neki su bili previše posevećeni drugim projektima da bi uložili veći trud, dok drugi nisu uspijevali napraviti prijedlog koji bi zadovoljio sovjetske vlasti. Takve okolnosti su Mikojan učinile jedinim biroom sposobnim da odgovori na traženi zahtjev, zbog čega su im vlasti odobrile razvoj novog zrakoplova u siječnju 1954.

### Prototipovi
Polazna točka bio je Ye-1 (Ye = Yedinitsa, "poseban prototip") kojeg je trebao pokretati jedan Mikulonov AM-5A turbo-osovinski mlazni motor. Isti se pokazao neadekvatnim te zamijenjen s poboljšanim Mikulinom AM-9B koji se koristio u MiGu-19. Uskoro je motor ponovno zamijenjen, ovaj put s Mikulinom AM-11 koji se tek razvijao te je bio optimiziran za brze i lake lovce. Oznaka prototipa je promijenjena Ye-2.
Kao što je bio običaj u sovjetskoj zrakoplovnoj industriji, aerodinamika Ye-1 se trebala bazirati na konceptu koji bi predložio "državni institut za aerodinamiku i hidrodinamiku" (ruski akronim – TsAGI). Komplikacije su nastale zbog činjenice da je TsAGI predložio dvije konfiguracije. Obe su uključivale valjkasti trup s usisnikom zraka u nosu, konvencionalna "strijela" repne površine i srednje postavljena krila. Dvojba je bila oko oblika krila: jedna opcija je bilo strijelasto krilo pod kutom od 55° dok je druga bila delta krilo pod kutom od 57°.

Osim dvojbe oko krila, stvari su se zakomplicirale zbog toga što željeni motor AM-11 nije bio dostupan pa se tijekom razvoja trebao koristiti postojeći AM-9B. Dozvola za izradu prvih šest prototipova je stigla uskoro pa su napravljeni:
- jedan Ye-2 sa strijela krilom i AM-9B motorom,
- jedan Ye-2A sa strijela krilom i AM-11 motorom,
- dva Ye-4 s delta krilom i AM-9B motorom i
- dva Ye-5 s delta krilom i AM-11 motorom.

Prvi Ye-2 dovršen je na početku 1955. Tijekom prvog leta 14. veljače 1955. testni pilot Geogiy Mosolov izjavio je da se zrakoplov dobro ponašao iako je primijetio nedostatak snage što se i moglo očekivati s obzirom na to da je korišten motor AM-9B. Unatoč tome, uskoro je dokazao da i tako može dostići brzinu od mach 1,8.
Prvi prototip s delta krilima, Ye-4, poletio je 16. lipnja 1955. s Grigoryem Sedovom za kontrolama. Tijekom testiranja, stručnjake je šokirala činjenica da Ye-4 može postići maksimalnu brzinu od samo mach 1,2 iako između njega i Ye-2 nije bilo nikakve razlike osim u obliku krila.

Iako su TsAGI-jeve analize sugerirale da će delta krilo biti efikasno, tako se nije pokazalo u stvarnosti pa su dizajneri počeli s raznim modifikacijama i poboljšanjima. S vremenom, rezultati su postajali sve bolji.
Kako je novi motor AM-11 bio sklon zapaljenju i drugim problemima, izrada prototipova koji su ga trebali koristiti je kasnila.

Prvi Ye-5 konačno je poletio 9. siječnja 1956. s Vladimirom Nefyedovom za kontrolama. Prvi Ye-2A je poletio 17. veljače 1956. s Grigoryem Sedovom za kontrolama, dok je drugi Ye-5 je poletio pred kraj 1956.

## Opis (MiG-21F-13 "Fishbed-A")
MiG-21 je izrađen uglavnom od aluminija s dodacima čelika, magnezija te stakloplastike. MiG-21 je poznat po svom dizajnu u obliku "cigarete" sa svojim delta krilima. Ima izduženi okrugli trup koji započinje s kružnim usisnikom zraka. U njemu je smješten stožasti nosni konus koji se može automatski namještati te tako da može ograničavati količinu zraka koji ulazi u usisnik. Repne površine su izrađene na konvencionalan način te su imale: vodoravni stabilizator koji se mogao cijelom svojom površinom pomicati te jedan okomiti stabilizator. Neke inačice su imale i padobran koji se koristio za usporavanja prilikom slijetanja na kratke piste, a bio je montiran u repnom dijelu. Pilot je sjedio ispod jednodijelnog poklopca koji se otvarao prema naprijed. Prvobitna ideja dizajnera je bila da se poklopac kabine izbaci prema naprijed u slučaju pilotovog katapultiranja. To je ostalo samo kod prvih modela te je kasnije zamijenjeno poklopcem koji se otvara sa strane.

### Motor
MiG-21 je pokretao Tumansky R-11-300F turbomlazni motor s 38,1 kN potiska pri normalnom radu, te 56,3 kN s naknadnim izgaranjem. Za pokretanje je koristio ugrađeni električni starter, a imao je i automatski sistem za gašenje vatre u slučaju problema oko motora. Usisnik zraka je imao pokretni konus stožastog oblika, koji se automatski namještao kako bi motor opskrbio većom ili manjom količinom zraka. Uz konus su smješteni i manji pomoćni otvori, koji su se hidraulički automatski otvarali ako je potrebna još veća količina zraka. Ovo zadnje se koristilo uglavnom u borbenim uslovima pri visokim napadnim uglovima. MiG-21 F-13 ima 10 ugrađenih spremnika. 6 fleksibilnih spremnika smješteno je unutar trupa, te po 2 spremnika u svakom krilu. To mu omogućuje unutrašnji kapacitet goriva od 2.280 litara bez dodatnih vanjskih spremnika.

## Inačice

### MiG-21P, PF, PFS
MiG-21F je bio samo dnevni lovac bez realne mogućnosti borbe u noćnim odnosno svim vremenskim uvjetima, pa je zbog toga bio praktički neupotrebljiv za Sovjetsku protuzračnu obranu (Protivovozdusdushnoi Oborony), kojoj je glavni zadatak bila obrana zračnog prostora i presretanje špijunskih aviona. Zbog velike površine SSSR-a, Sovjetska PZO je koristila razvoj teških dalekometnih presretača poput Jakovljeva Jak-25 (NATO naziv "Flashlight") te njegove poboljšane inačice Jak-28P (NATO naziv "Firebar"). Međutim, takvi avioni su bili složeni te skupi za proizvodnju. Stoga se u PZO-u javila potreba za lakim i jeftinim avionom koji bi branio zapadne granice SSSR-a gdje veliki domet ne bi igrao ključnu ulogu.
Pred kraj 1957. Mikojan počinje s razvojem projekta oznake "Ye-7". Iza tog imena krio se zapravo MiG-32F s novim Safir radarom te nekim dodatnim manjim izmjenama. Uskoro su izrađena 3 prototipa, a prvi je imao probni let 10. kolovoza 1958. nakon čega je uslijedilo još 5 prototipova za dodatna testiranja. Testiranja su prošla uspješno te proizvodnja započinje u lipnju 1960. u Gorkom (naziv od 1932. do 1990., danas Nižnji Novgorod), pod oznakom MiG-21P (P = Perekvatchik tj. presretač, NATO naziv "Fishbed D") te tvorničkom oznakom I-75.
Unatoč uspješnim testovima, ova inačica nije smatrana zadovoljavajućom te je proizvedeno samo nekoliko aviona koji su uglavnom korišteni za daljnji razvoj. Proizvodnja puno boljeg MiG-21PF (ili I-76) započinje na početku 1962.
MiG-21P je imao RP-21 Safir radar (NATO naziv Spin Scan-A), mogućnost nošenja dvije rakete zrak-zrak Atoll (nije imao strojnice), jednostavni autopilot te mogućnost spajanja RATO raketnih potisnika koji su se koristili za brzo polijetanje.
Iako MiG-21P nije imao strojnice, imao je ugrađeni jednostavni optički ciljnik koji se koristio prilikom gađanja nevođenih raketnih zrna.
MiG-21PF se razlikuje od MiGa-21P po tome što je dobio dodatna dva spremnika goriva iza kokpita, što je stvorilo izgled "debelog vrata" koji danas poznajemo, a omogućili su mu i veći kapacitet goriva, sada od 2.750 litara. Kod MiGa-21PF uveden je i novi motor, R-11-F2-300 koji je stvarao 38,7 kN potiska pri normalnom radu, te 60,0 kN potiska s naknadnim izgaranje. NATO oznaka za ovu inačicu je "Fishbed-E".
Godine 1964. počinje proizvodnja nove inačice oznake MiG-21PFS, a najveća razlika od prethodnika je bila, novi motor R-11F2S-300 koji je bio posebno dizajniran da omogući polijetanje i slijetanje pri niskim brzinama te je imao i ugrađeni dvostupanjsko naknadno izgaranje. No MiG-21PFS nikad nije krenuo u masovniju proizvodnju te je na kraju izrađeno samo nekoliko primjeraka, stoga su se Mikojanovi dizajneri okrenuli njegovom nasljedniku MiG-21PFM koji se počinje proizvoditi već 1964. s tvorničkom oznakom I-94 (tvorničku oznaku I-94 je koristio i MiG-21 PFS).
Imao je izmijenjene repne površine te je bio opremljen s novim RP-21M radarom (NATO naziv Spin Scan-B) a podržavao je i nošenje vođenih raketa zrak-zrak K-5 (NATO: AA-1 Alkali) koje su kasnije zamijenjene s naprednijim K-13R (NATO: AA-2-2 Advanced Atoll) raketama.

### MiG-21R, S, M, SM
Dok je Mikojan razvijao presretačke inačice, istovremeno su radili i na taktičko izviđačkim inačicama, a kao baza za razvoj je trebao poslužiti Ye-7 (MiG-21P). Ideja je bila da se po sredini trupa spoji kapsula s kamerom te dodatni spremnici goriva na krilima za duge misije. Uskoro je jedan Ye-7 presretač modificiran te je postao izviđački prototip. Nova inačica je dobila oznaku MiG-21R (Razvedchik – Izvidnik) dok su avioni za izvoz nosili oznaku MiG-21RF, a proizvodili su se od 1965. – 1971. pritom dobivši NATO oznaku Fishbed-H. Ova inačica je imala i nekoliko noviteta poput "debelog vrata" koji se protezao od pilotske kabine pa sve do repa, što je omogućilo ugradnju dodatne elektronike i goriva, četiri podkrilne točke za 2 spremnika goriva, dvije rakete zrak-zrak, napredniji auto-pilot, R-11F2S-300 motor te je imala novije sjedište za katapultiranje KM-1.
Kako je MiG-21R bio namijenjen za izvidničke zadatke, imao je i različite kapsule s opremom za izviđanje a njih dijelimo u tri glavne skupine:
- Dnevna (D) kapsula – je uglavnom koristila 7 kamera, jedna naprijed pod uglom a ostalih 6 su bile smještene u zasebnim odijelcima koji su se grijali kako bi uređaji normalno funkcionisali na velikim visinama. Kasnije su dodatno opremljene s elektro-optičkim (TV) kamerama, te su često imale ELINT opremu za elektronsko izviđanje.
- Noćna (N) kapsula – je bila slična D ali je koristila infracrveni film za noćne letove.
- Radio (R) kapsula – kapasula s ELINT opremom te jednom kamerom. Kasnije inačice se mogu prepoznati po karakterističnim antenama na rubovima krila.

Na sve kapsule su se mogle montirati i protumjere.
Kako je MiG-21R sačuvao ograničenu mogućnost borbe u zraku, Mikojan je odlučio napraviti novu lovačku inačicu na njegovoj bazi oznake Ye-7S. Novi lovac u proizvodnju ulazi 1965. u Gorkom pod oznakom MiG-21S, te je u proizvodnji ostao do 1968. (Mikojan je za ovu inačicu koristio i oznaku I-95). Iako je uvelike baziran na R inačici, bio je opremljen s novim RP-22 Sapfir radarom koji je imao dvostruko veći domet te je na početku bio označen čak kao nosač taktičkog nuklearnog oružja. Razvijena je i izvozna inačica oznake MiG-21M koja se nije puno razlikovala od S inačice, a proizvodila se od 1968. – 1971. u tvornici Znamya Trudaya.
MiG-21SM se masovno proizvodio u tvornici u Gorkom u periodu od 1968. – 1974. gdje je dobio oznaku I-96F a pokretao ga je novi Tumanskiy R-13-300 motor, koji je mogao razviti 39,9 kN potiska pri normalnom radu te 63,7 kN potiska uz naknadno izgaranje. Osim novog motora te dodatnog mitraljeza SM inačica se nije puno razlikovala od prethodne.

### MiG-21SMT, MT, Bis
Nakon "druge generacije" MiGa-21, Mikojanovi inženjeri su odmah započeli s razvojem nove inačice utemeljene na R inačici, a trebala je imati još veći unutrašnji kapacitet goriva. Rezultat je MiG-21SMT (I-50) koji se počeo proizvoditi 1971. u Gorkom. Osim "glomaznog vrata", SMT je nalikovao kasnim SM inačicama s tim, da je bio opremljen najnovijom elektronikom te Tumansky R-13-300 motorom. No, unutaoč snažnom motoru, zbog velike dodane težine, MiG-21SMT nije zadovoljio, u pogledu potiska, te je proizvedeno samo nekoliko zrakoplova. Tvornica Znamya Trudaya je proizvela 15 letjelica s oznakama MiG-21MT (izvozna inačica MiGa-21SMT) namijenjenih izvozu 1971. godine, ali nikad nisu ni napustili tvornicu (tvornička oznaka I-96T).
Ono što je zaista bilo potrebno za novu inačicu je bio novi i snažniji motor, te je u to vrijeme Tumansky OKB predstavio novi R-25-300 motor, koji je pri normalnom radu stvarao 40,2 kN, s nakanadnim izgaranjem 69,6 kN, te je imao mogućnost još jačeg naknadnog izgaranja koji je mogao stvoriti 95 kN potiska no samo na 3 minute, te se ovo koristilo samo u iznimnim slučajevima u borbenim uvjetima.
R-25-300 je bio i prilagođen niskim letovima za razliku od svojih prethodnika. Borbeno iskustvo je pokazalo da je bilo nerealno vjerovati kako će MiG-21 djelovati samo na velikim visinama, te je bilo jasno da će vršiti i misije na niskim visinama, što je opet stvaralo mogućnost gašenja motora zbog neprilagođenosti takvim uvjetima. Početna zamisao je bila da se nedavne inačice samo izmijene i opreme R-25-300 motorom, ali Mikojanovi inženjeri su se odlučili da to ipak postane potpuno nova inačica oznake BIS (I-75).
Uz novi motor MiG-21bis koji je potpuno redizajniran, te iako je vanjštinom nastavio nalikovati MiGu-21SMT bio je puno napredniji. Trup zrakoplova je potpuno redizajniran koristeći nove legure koje su rezultirale snažnijim, ali lakšim avionom. Ugrađen je poboljšani radar RP-22 koji je mogao otkriti ciljeve koje lete nisko uz tlo; nadodan je i RSBN-6S navigacijski sustav te sustav za slijetanje te djelovanje u uslovima loše vidljivosti. Od naoružanja je imao jedan GSh-23L top, mogućnost nošenja raketa zrak-zrak te raznih raketa (uglavnom nevođena raketna zrna) te bombi.
MiG-21bis je imao mogućnost nošenja 2 toplinski navođene rakete R-60 (NATO naziv AA-8 Aphid) na jednoj spojnoj točki (a ima 4 ukupno, po dvije na svakom krilu) zahvaljujući adapteru koji je nosio po dvije na jednoj točki, što mu je omogućilo veliku vatrenu moć.
Neki "BIS-ovi" su kasnije izmijenjeni da mogu nositi i nuklearno oružje, te su dobili oznaku MiG-21bisN.
Ukupno je proizvedeno oko 2030 aviona ove inačice te su svi proizvedeni u tvornici Gorki u razdoblju od 1972. – 1974. godine.

## Modernizacija

### Lancer
Razvoj Lancer standarda pokrenuo je rumunjski Aerostar zajedno s izraelskim Elbitom kako bi moderinizirali 110 MiGova-21 Rumunjskog ratnog zrakoplovstva. Razvijene su tri inačice:
- Lancer-A – inačica optimizirana za napade na zemaljske ciljeve. Prvi put poletjela 21. kolovoza 1996.[5] Ima mogućnost nošenja vođenih bombi zapadnog i istočnog podrijetla.
- Lancer-B – školski dvosjed[5]
- Lancer-C – inačica namijenjena borbi zrak-zrak.[5]

## Operativna uporaba
MiG-21 je uz MiG-29 bio najpoznatiji izvozni lovac sovjetske proizvodnje. Uz Sovjetski Savez, koristile su ga ili ga još uvijek koriste članice bivšeg Varšavskog pakta, kao i druge komunističke zemlje koje nisu bile članice tog saveza, npr. SFR Jugoslavija.
Uz Europu, taj lovac koristio se i u azijskim i afričkim zemljama koje su imale komunistički režim te na Kubi kao saveznici SSSR-a.
S vremenom je avion došao i u "zapadne ruke", odnosno najprije u Izrael tokom Šestodnevnog rata, da bi lovci potom bili brodom bili dostavljeni u SAD.
Iako su američka ispitivanja pokazala da se radi o vrlo pokretnom lovcu, MiG-21 imao je loše osobine, zbog čega su novi avioni bivali otpisivani iz uporabe nakon 10 do 15 godina primjene. Iako se danas ti lovci više ne proizvode, svejedno ih koriste zračne snage velikih zemalja (u vojnom smislu), npr. Indija, Egipat i Sjeverna Koreja.
MiG-21 je sudjelovao u više lokalnih sukoba od kojih je svakako najznačajniji Vijetnamski rat. I pored odličnih karakteristika sjeverno-vijetnamski piloti su se radije opredjeljivali za MiG-19 zbog jačeg i pouzdanijeg topovskog naoružanja (3 topa od 30 mm naspram 2 neučinkovite rakete K-13 prve generacije). Zahvaljujući delta krilu MiG-21 bio prvi sovjetski avion koji je mogao istovremeno obavljati ulogu lovca i ulogu presretača. MiG-21 je laki lovac koji postiže brzinu od 2 Maha koristeći relativno slab turbomlazni motor i po karakteristikama se može usporediti s američkim F-104 Starfighter i francuskim Dassault Mirage III.
U sukobima na Bliskom istoku 1960-70-ih godina koristala su ga ratna zrakoplovstva Egipta, Sirije i Iraka, a protiv Izraela. Međutim, s uvođenjem u naoružanje izraelskog ratnog zrakoplovstva američkog lovca-bombardera F-15 Eagle krajem 1970-ih godina, MiG-21 je potpuno deklasiran.
Sudjelovao je i na početku sukoba u Afganistanu ali je vrlo brzo zamijenjen s novijim avionima MiG-23 i MiG-27. Tijekom Domovinskog rata u RH, JRV (Jugoslavensko ratno vazduhoplovstvo – zrakoplovstvo) je prilično intenzivno koristilo ove lovce u ulozi lovaca-bombardera i izviđača. Oboreno je 6 primjeraka, a jedan MiG-21R je prebjegao u Austriju. Tri MiG-21 bis su preletjela u RH i postala nukleus novog HRZ-a. Na žalost dva od spomenutih tri su i oboreni od strane srpske PZO. Oba pilota su poginula. U operaciji Oluja i konačnom oslobođenju RH, MiG-ovi HRZ-a su intenzivno rabljeni u napadima na agresorske snage bez gubitaka na hrvatskoj strani.

## Tehničke karakteristike (MiG-21bis)
Izvori podataka: 
Osnovne karakteristike
- posada: 1
- dužina: 14,10 m
- raspon krila: 7,15 m
- površina krila: 22,95 m2
- visina: 4,12 m

Letne karakteristike
- najveća brzina: 2230 km/h
- dolet: 1225 km (s dodatnim spremnicima)
- najveća visina leta: 17.800 m
- motor: 1 x Tumanski R-25 (25)

Naoružanje
- naoružanje: 4 podkrilna nosača za oružje

## Galerija
- MiG-21 HRZ 28. kolovoza 2020., pogled sa strane
- MiG-21 HRZ 28. kolovoza 2020., pogled sprijeda
- MiG-ovi-21 HRZ u zraku iznad Hrvatske 28. kolovoza 2020.
- MiG-21 HRZ prate B-52 u preletu iznad Hrvatske 28. kolovoza 2020.

## Poveznice
|  | Zajednički poslužitelj ima stranicu o temi MiG-21    |
|  | Zajednički poslužitelj ima još gradiva o temi MiG-21 |
|  | Wikiknjige imaju gradivo o temi MiG-21               |